# Un mos exquisit
Un mos exquisit (títol original en danès, Smagen af sult) és un llargmetratge danès del 2021 dirigit per Christoffer Boe protagonitzat per Nikolaj Coster-Waldau i Katrine Greis-Rosenthal. S'ha doblat al català.

## Sinopsi
En Carsten (Nikolaj Coster-Waldau) coneix la Maggi (Katrine Greis-Rosenthal), s'enamoren, formen una família i treballen de valent al seu restaurant amb l'objectiu d'aconseguir una estrella Michelin. La nit que el revisor de la guia gastronòmica arriba al restaurant, en Carsten troba una carta que diu que la seva dona estima una altra persona.
La pel·lícula tracta sobre la col·lisió d'ambicions professionals amb la família.

## Repartiment
- Katrine Greis-Rosenthal: Maggi
- Nikolaj Coster-Waldau: Carsten
- Charlie Gustafsson: Frederik
- Nicolas Bro: Torben
- Flora Augusta: Chloe
- August Christian Høyer-Kruse Vinkel: August
- Maj-Britt Mathiesen: Pia
- Dag Malmberg: Stellan
- Rasmus Hammerich: Frank
- Sarah-Sofie Boussnina: Alexandra
- Louise Skov: Malou
- Sofie Torp: professora